# Charles Bossut
Charles Bossut (Tartaras, 11 agosto 1730 – Parigi, 14 gennaio 1814) è stato un gesuita e matematico francese.
Fu uno degli enciclopedisti che, assieme a Diderot e D'Alembert, compilarono l'Enciclopedia o Dizionario ragionato delle scienze, delle arti e dei mestieri.
Applicò nel 1774 la sua teoria sull'equilibrio delle volte alla verifica della stabilità e dello spessore del piedritto della chiesa di Sainte-Geneviève (attuale Panthéon di Parigi): la costruzione iniziò nel 1758, venendo poi rilevata da Jacques-Germain Soufflot nel 1764, interrotta dalla sua morte nel 1780 e completato dai suoi successori Jean-Baptiste Rondelet e Maximilien Brébion, con l'inaugurazione nel 1790.

## Opere

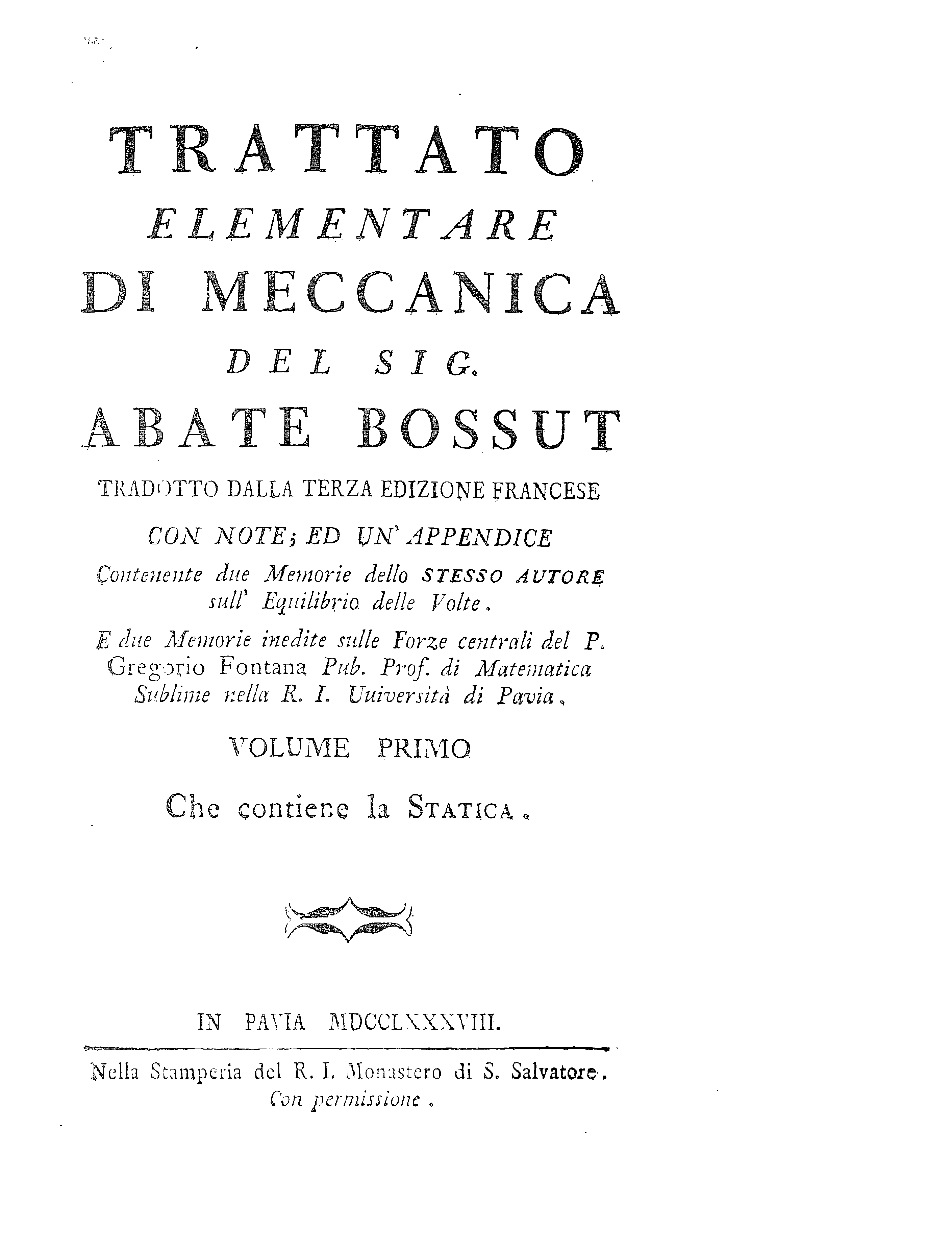
Trattato elementare di meccanica (Traité élémentaire de mechanique et de dinamique), 1788

Oltre a un gran numero di dissertazioni coronate dall'Accademia francese delle scienze e dalla direzione dei volumi di matematica nella Encyclopédie méthodique, a lui si devono:
- una edizione di Blaise Pascal.
- Traité élémentaire d'hydrodynamique, 1771; rimaneggiato ulteriormente come Traité théorique et expérimental d'hydrodynamiquein 2 volumi, Parigi, 1786-87.
- Traité élémentaire de mécanique statique, 1772. Opera essenziale per la preparazione degli esami di ammissione alle scuole militari dell'Ancien Régime, fu detronizzata nell'edizione universitaria solo dagli Éléments de statique di Louis Poinsot (1803).
- Recherches sur l’équilibre des voûtes, 1774; Parigi 1778.
- Nouvelles recherches sur l’équilibre des voûtes en dôme, 1776; Parigi, 1779.

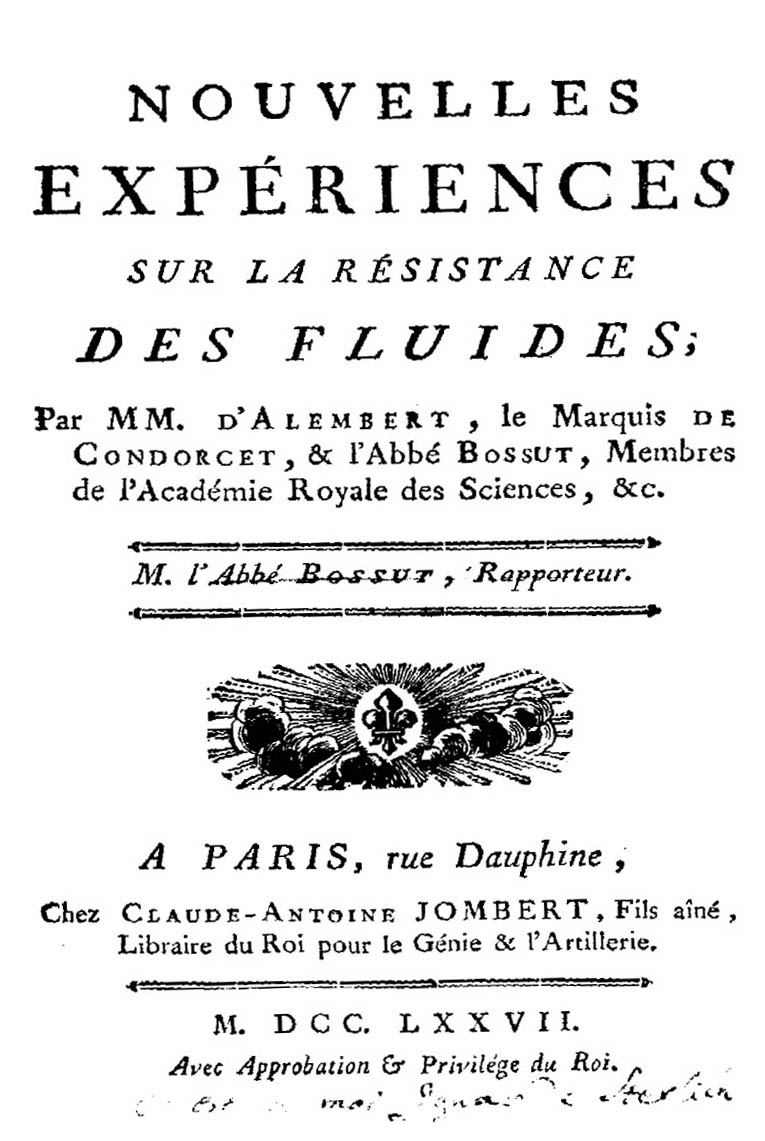
Nouvelles expériences sur la résistance des fluides, 1777 (con Jean Le Rond d'Alembert)
- Cours de mathématiques, 1781; scritto in un modo semplice e popolare, riscosse molto successo.
- Trattato elementare di meccanica [Traité élémentaire de mechanique et de dinamique], vol. 1, tradotto dalla terza edizione francese, Pavia, Stamperia del Monastero di S. Salvatore, 1788.
  -  Trattato elementare di meccanica, vol. 2, Pavia, Stamperia del Monastero di S. Salvatore, 1788.
- Cours de mathématiques, Paris, F. Didot, vol. 1 (Arithmétique et Algèbre), 1800.Testo online
- Cours de mathématiques, Paris, F. Didot, vol. 2 (Géométrie et application de l'algèbre à la géométrie), 1800.Testo online
- Histoire générale des mathématiques, 1810, 2 volumi in-8°. Vol. 1 - Vol. 2.

- Nouvelles expériences sur la résistance des fluides, 1777 (con Jean Le Rond d'Alembert)
- Traité théorique et expérimental d'hydrodynamique, vol. 2, nouvelle édition, 1796